# Akhmatova (cràter)
Akhmatova és un cràter d'impacte en el planeta Venus de 41,4 km de diàmetre. Porta el nom d'Anna Andréievna Akhmàtova (1889-1966), poetessa russa, i el seu nom va ser aprovat per la Unió Astronòmica Internacional el 1985.